# تاتاروش
تاتاروش هي قرية تقع في إقليم ياش في رومانيا وبلغ عدد سكانها 5,646 نسمة عام 2002.